# Touhami Ennadre
Touhami Ennadre (* 1953 in Casablanca) ist ein marokkanisch-französischer Fotograf.

## Leben und Werk
Touhami Ennadre emigrierte 1961 nach Paris. Seine jüngere Schwester ist die Filmregisseurin Dalila Ennadre (* 1966).
Touhami Ennadres Werk umfasst klassische Fotoporträts und auch Körperstudien, die in tiefes Schwarz getaucht sind. Der Autodidakt Ennadre verwendet Taschenlampen, um die besondere Lichtatmosphäre seiner Bilder herzustellen. Es gelingt Ennadre Emotionen in der Abbildung einer Hand zu kommunizieren. Schwarzes Licht nennt der Philosoph und Schriftsteller François Aubral die Bildsprache Touhami Ennadres.

„Ennadre zeigt Bilder, die gleichzeitig erscheinen und verschwinden. In einem fast schon verstockten, jedenfalls äußerst hartnäckigen Sinne betreiben diese Arbeiten auf ihre Weise Schöpfungsgeschichte, stellen sie die Frage, wie aus Licht und Schatten Form und Gestalt werden. Wobei das Helle und das Dunkle stets als einander vollkommen ebenbürtig angelegt sind.“

Seit einigen Jahren arbeitet Touhami Ennadre immer wieder in New York. Bekannte Fotoserien von Touhami Ennadre sind New York Nine-Eleven, New York Nightclub, Under New York und Trance.

„Angesichts der Nähe zu den tragischen Geschehnissen des 11. September kam Ennadre nicht umhin, zu fotografieren – obwohl er sich dem dokumentarischen Stil stets verweigert hatte. Auf der Documenta11 wird seine Serie September 11 erstmals ausgestellt. Der widersprüchliche Charakter des Ereignisses – die durch hartnäckige Rauch- und Staubwolken dringende Sonne, ihn umarmende und sich ihm wieder entfremdende Menschen, seine Angst und Konfrontation mit der Tragödie – brachen seinen langen Widerstand gegen die Reportage.“

## Ausstellungen (Auswahl)
- 1995 Vital: Three Contemporary African Artists Tate Liverpool, Liverpool
- 1997 Die Anderen Modernen: Zeitgenössische Kunst aus Afrika, Asien und Lateinamerika – Haus der Kulturen der Welt, Berlin
- 1998 24. Biennale von São Paulo, São Paulo
- 2000 Partage d’exotismes, 5. Biennale de Lyon, Lyon
- 2002 Documenta11, Kassel
- 2004 5. Shanghai Biennale, Shanghai
- 2005 Occident vist des d’Orient – CCCB – Centre de Cultura Contemporània de Barcelona, Barcelona
- 2007 Zonder Titel Museum van Hedendaagse Kunst Antwerpen, Antwerpen